# William George Hamilton Roaf
William George Hamilton Roaf, kanadski general, * 1908, † 1979.